# Orzeł-Zwischenfall

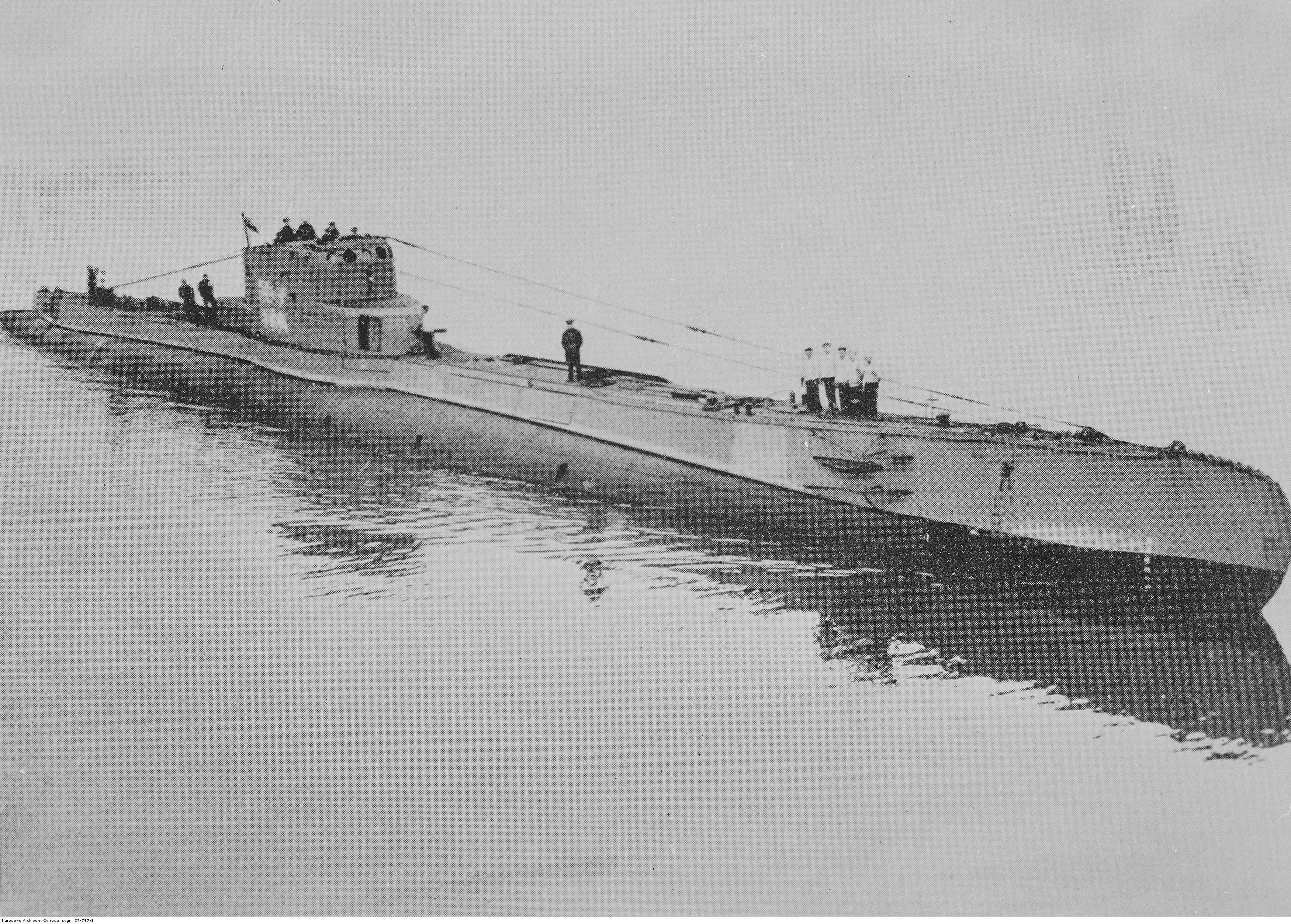
ORP Orzeł

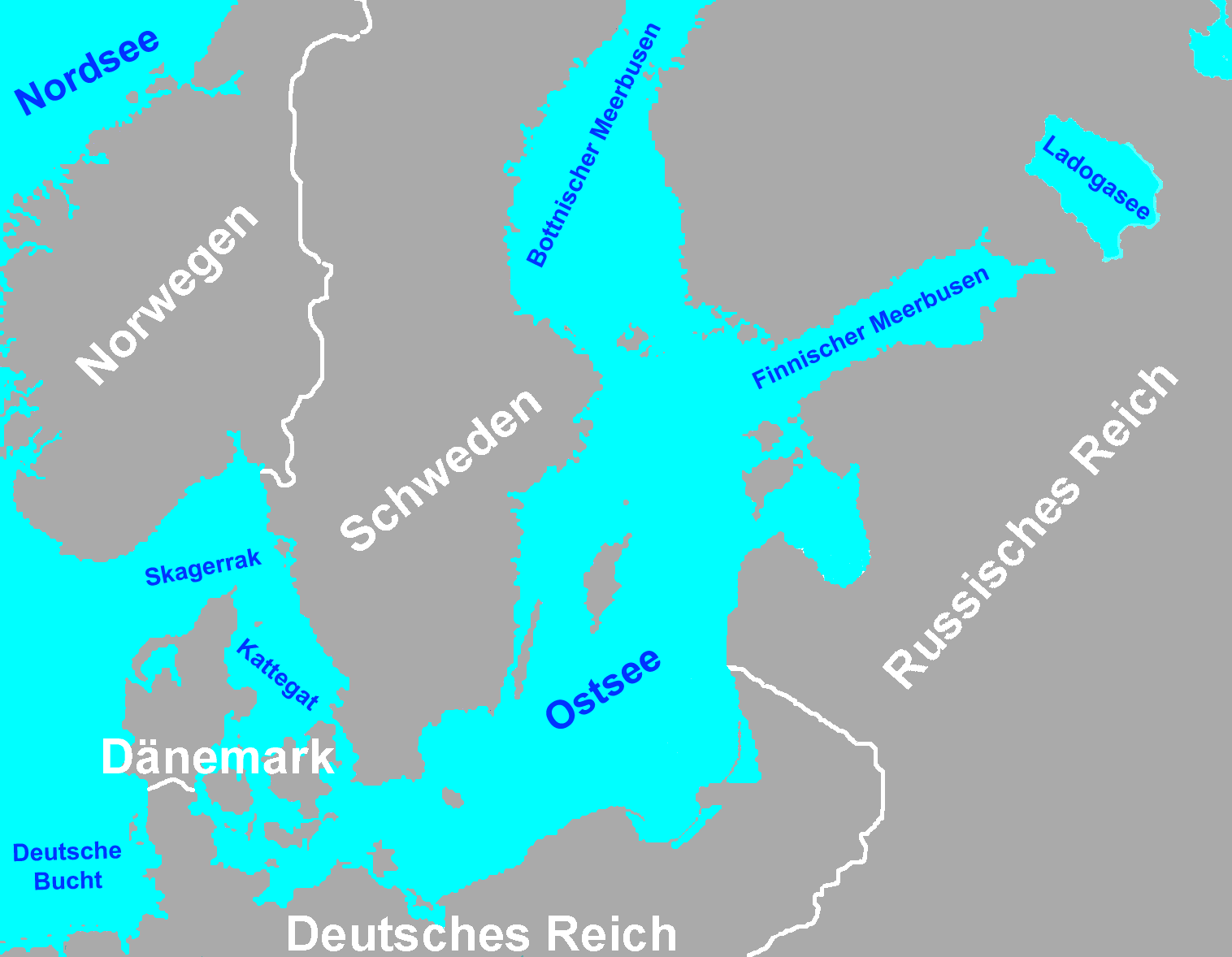
Ostsee-Anrainer im August 1914

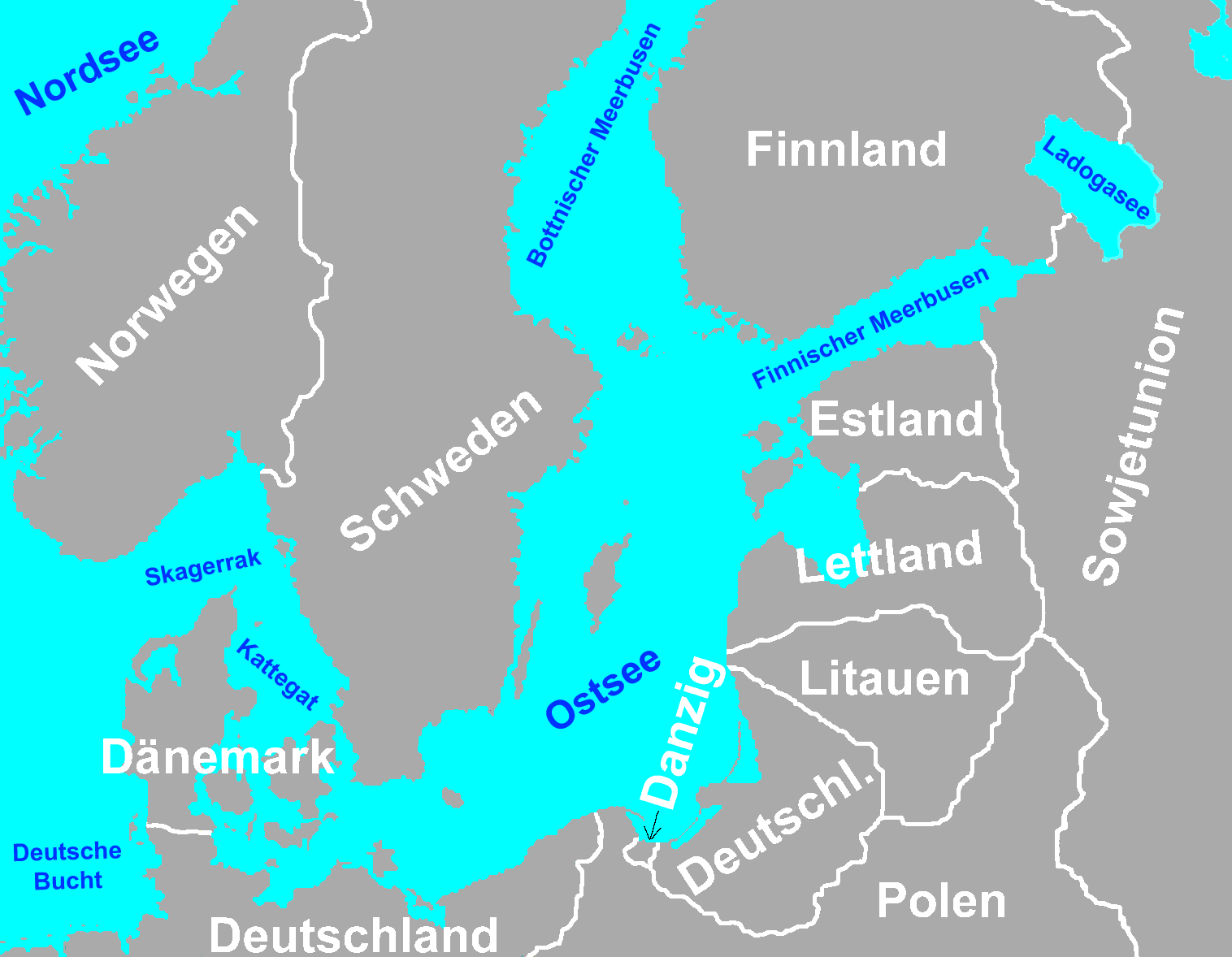
Ostsee-Anrainer am 1. September 1939

Als Orzeł-Zwischenfall wird die Flucht des vom neutralen Estland internierten polnischen U-Bootes Orzeł aus dem Hafen von Tallinn am 18. September 1939 bezeichnet. Die Sowjetunion nutzte den provozierten Zwischenfall als Vorwand für die Stationierung von Marine- und Luftwaffeneinheiten in Estland.

## Vorgeschichte
Infolge des Ersten Weltkrieges und der Oktoberrevolution entstanden im Ostseeraum auf ehemaligen Gebieten des Deutschen Kaiserreiches und des Russischen Zarenreiches neben der Weimarer Republik und der Sowjetunion die fünf neuen zum Cordon sanitaire zu zählenden Nationalstaaten Estland, Finnland, Lettland, Litauen und Polen, sowie die unter Aufsicht des Völkerbundes stehende Freie Stadt Danzig.
In den 1930er Jahren begannen die beiden wiedererstarkten regionalen Großmächte eine Revision dieser Entwicklungen vorzubereiten. Zu einer ersten Grenzveränderung im baltischen Raum kam es am 22. März 1939 mit dem Wiederanschluss des Memellandes an das Deutsche Reich. Die gemeinsamen strategischen Ziele der ideologischen Antagonisten aus dem nationalsozialistischen Deutschen Reich und der kommunistischen Sowjetunion führten zu einem Zweckbündnis, als am 24. August 1939 die Weltöffentlichkeit mit dem deutsch-sowjetischen Nichtangriffspakt überrascht wurde. In einem geheimen Zusatzprotokoll des Vertrages wurden die Staaten und Gebiete zwischen der sowjetischen und deutschen Grenze jeweiligen Interessensphären zugeteilt.
Am 1. September 1939 begann der Zweite Weltkrieg mit dem deutschen Angriff auf die polnische Westerplatte in der Freien Stadt Danzig. Frankreich und Großbritannien konnten den deutschen Angriff gegen Polen nicht mehr hinnehmen und mussten ihre Appeasement-Politik aufgeben. Sie erfüllten ihre Bündnisverpflichtungen, indem sie Deutschland am 3. September den Krieg erklärten. Der Kriegserklärung folgten keine wirksamen militärischen Maßnahmen zur Unterstützung Polens, sondern der sogenannte Sitzkrieg. Am 17. September besetzte die Sowjetunion ihre Interessensphäre in Polen. In dieser Situation waren die drei baltischen Staaten in einer kritischen Lage. Bisher konnten sie ihre Unabhängigkeit wahren, weil sie auf den französischen Schutz hoffen durften und ihre Hauptgegner zuerst geschwächt und später untereinander verfeindet waren. Nach der deutsch-sowjetischen Einigung und der unzureichenden anglo-französischen Unterstützung Polens mussten die baltischen Staaten mit beiden Aggressoren kooperieren.

## Der Zwischenfall

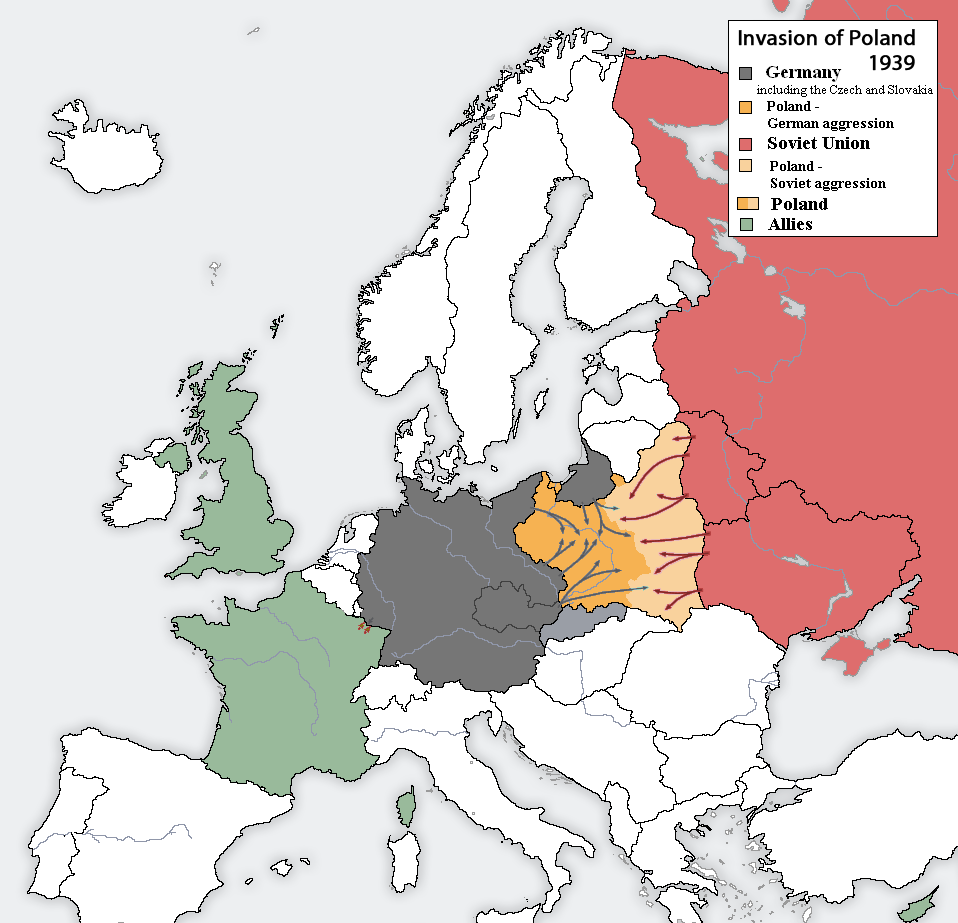
Kriegsverlauf im September 1939

Am 14. September 1939 lief das polnische U-Boot ORP Orzeł in den Hafen der estnischen Hauptstadt Tallinn ein. Das Kriegsschiff war vollkommen seeklar, hatte keinerlei technische oder Nachschubprobleme und lief den neutralen Hafen nur an, um den nach eigener Aussage erkrankten Kommandanten Henryk Kłoczkowski und ein weiteres Besatzungsmitglied auf neutralem Boden abzusetzen. Die polnische Seite konnte also davon ausgehen, dass entsprechend den Haager Friedenskonferenzen (1899–1907) das U-Boot innerhalb der nächsten 24 Stunden den Hafen wieder verlassen konnte bzw. sogar musste. Das U-Boot wurde aber am Morgen des 15. September an der Ausfahrt gehindert, weil im Hafen das deutsche Handelsschiff Thalassa lag und entsprechend dem Seerecht das polnische U-Boot erst 24 Stunden nach dessen Auslaufen den Hafen hätte verlassen dürfen. Die Entscheidung entsprach Artikel 16 des auf den Haager Friedenskonferenzen beschlossenen „Abkommen, betreffend die Rechte und Pflichten der Neutralen im Falle eines Seekriegs“. Am Nachmittag desselben Tages wurde das U-Boot und seine Besatzung offiziell interniert. Die rechtswidrige Entscheidung ist sicher auf sowjetischen und deutschen Druck zurückzuführen. Die Esten begannen sofort, das polnische Kriegsschiff zu entwaffnen und wichtige Ausrüstungsgegenstände zu konfiszieren.
Als am 17. September die Sowjetunion in Ostpolen einmarschierte, konnte der Erste Offizier der Orzeł Jan Grudziński seine Besatzung von einer Flucht überzeugen, die in der Nacht zum 18. September dann auch gelang. Die estnische Küstenverteidigung versuchte, das auslaufende U-Boot an der Weiterfahrt zu hindern, beschoss es mit Handwaffen und Artillerie, blieb aber erfolglos. Die ORP Orzeł konnte sich absetzen und später nach Großbritannien durchbrechen. Die sowjetische und deutsche Propaganda bezeichnete die Flucht als „Orzeł-Zwischenfall“.
Die sowjetische Nachrichtenagentur TASS behauptete später, dass der sowjetische Tanker Metallist von der Orzeł versenkt worden sei, wobei fünf sowjetische Seeleute den Tod gefunden hätten. Außerdem sei der Frachter Pionier angegriffen worden. Nach Verhören von im Winterkrieg gefangen genommenen sowjetischen Offizieren behauptete Finnland, dass die sowjetischen Schiffe infolge eines direkten Befehles des Leningrader Parteichefs Andrei Schdanow von dem sowjetischen U-Boot SC-303 torpediert worden seien, um einen Zwischenfall zu provozieren.

## Folgen

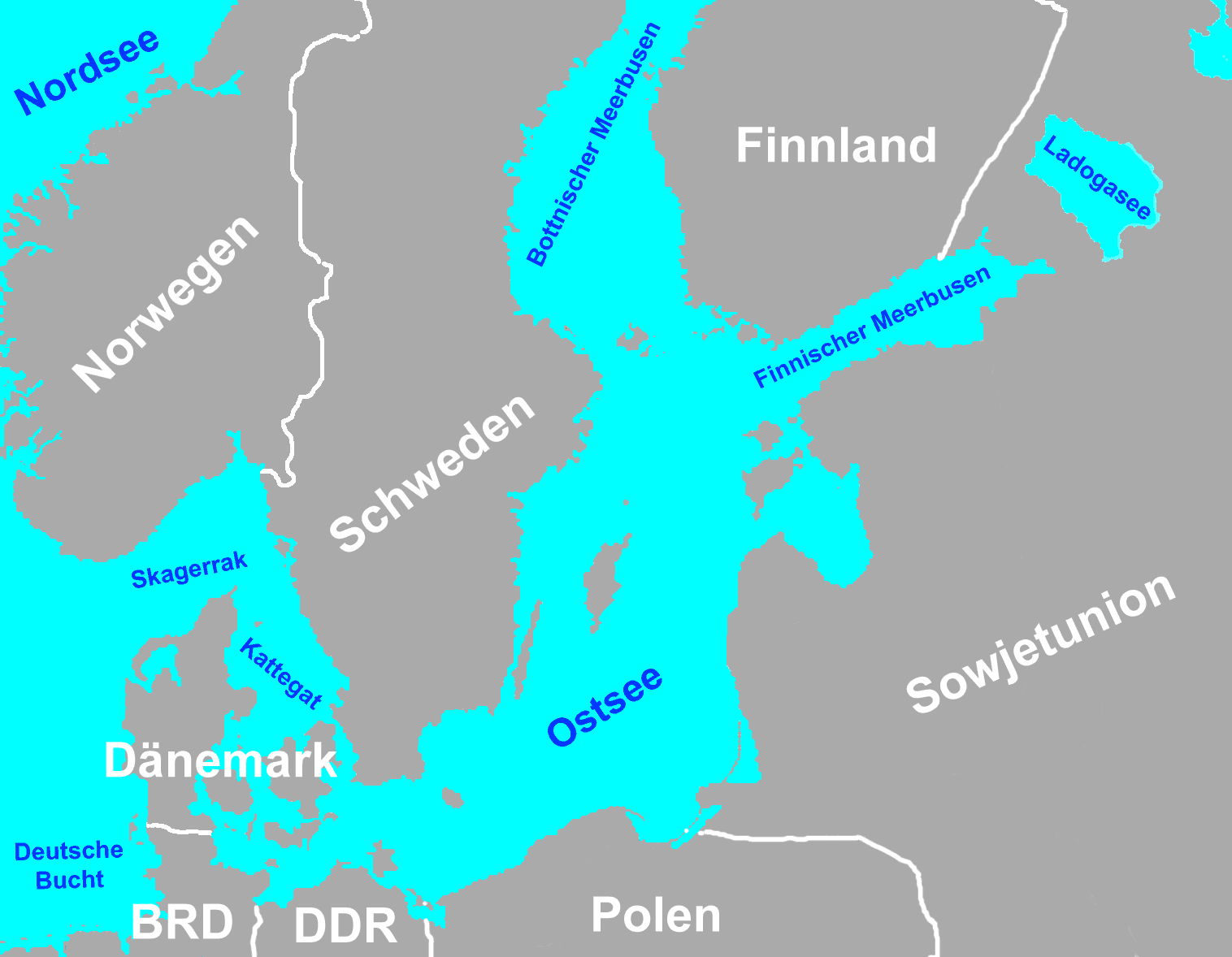
Ostsee-Anrainer zwischen 1949 und 1990

Der Orzeł-Zwischenfall diente der Sowjetunion als einer der Vorwände für den in Wahrheit längst geplanten Einmarsch im Baltikum. Die Sowjetunion unterstellte, dass Estland seinen Verpflichtungen als neutraler Staat nicht nachgekommen sei, das U-Boot mit Absicht hätte entkommen lassen und dass die estnische Marine gar nicht in der Lage sei, die estnischen Hoheitsgewässer entsprechend dem internationalen Seerecht effektiv zu kontrollieren. Die ersten Einheiten der sowjetischen Marine trafen schon im September 1939 in Tallinn ein, um den „Schutz“ des estnischen Seeraumes zu übernehmen. Am 28. September 1939 schlossen Estland und die Sowjetunion einen „Beistandspakt“ ab, der der Sowjetunion gestattete, Flotten- und Luftwaffenstützpunkte auf estnischem Territorium zu unterhalten. Damit wurden die ersten Schritte für die am 17. Juni 1940 folgende militärische Besetzung Estlands eingeleitet. Der erste sowjetische Statthalter in der am 16. August 1940 gebildeten Estnischen Sozialistischen Sowjetrepublik war der Leningrader Gebiets- und Stadtsekretär Andrei Alexandrowitsch Schdanow. Zwischen 1941 und 1944 war Estland von Deutschland besetzt. Bis zum 20. August 1991 blieb das Land eine Unionsrepublik der Sowjetunion.